# Bolsover
Bolsover és un poble del districte de Bolsover, Derbyshire, Anglaterra. Té una població de 12.051 habitants i districte de 78.082. Al Domesday Book (1086) està escrit amb la forma Belesovre.